# 비타쿠라
비타쿠라(스페인어: Vitacura)는 칠레 산티아고 수도주 산티아고 현의 코무나이다.